# تنگود
تنگود (به مجاری:  Tengőd) یک منطقهٔ مسکونی در مجارستان است که در ناحیه تاب واقع شده‌است. تنگود ۳۰٫۲۱ کیلومتر مربع مساحت و ۴۰۴ نفر جمعیت دارد.